# Sardegna Open 2024
Il Sardegna Open 2024 è stato un torneo maschile di tennis professionistico. È stata la 4ª edizione del torneo, facente parte della categoria Challenger 175 nell'ambito dell'ATP Challenger Tour 2024, con un montepremi di 205 000 €. Si è giocato dal 30 aprile al 5 maggio 2024 sui campi in terra rossa del Complesso tennistico Monte Urpinu di Cagliari, in Italia.

## Partecipanti

### Teste di serie
| Nazionalità | Giocatore           | Ranking* | Testa di serie |
| ----------- | ------------------- | -------- | -------------- |
| Stati Uniti | Frances Tiafoe      | 21       | 1              |
| Italia      | Lorenzo Musetti     | 29       | 2              |
| Argentina   | Mariano Navone      | 41       | 3              |
| Stati Uniti | Christopher Eubanks | 44       | 4              |
| Italia      | Lorenzo Sonego      | 52       | 5              |
| Ungheria    | Márton Fucsovics    | 53       | 6              |
| Portogallo  | Nuno Borges         | 56       | 7              |
| Italia      | Luciano Darderi     | 60       | 8              |

* Ranking al 22 aprile 2024.

### Altri partecipanti
I seguenti giocatori hanno ricevuto una wild card per il tabellone principale:
- Francesco Maestrelli
- Frances Tiafoe
- Giulio Zeppieri

I seguenti giocatori sono entrati in tabellone come alternate:
- Radu Albot
- Fabio Fognini
- Emilio Nava
- Zsombor Piros
- Zachary Svajda
- Camilo Ugo Carabelli
- Juan Pablo Varillas

I seguenti giocatori sono passati dalle qualificazioni:
- Gabriel Diallo
- Jesper de Jong
- Shintaro Mochizuki
- Juan Manuel Cerúndolo

## Punti e montepremi
| Torneo    | Torneo              | V      | F      | SF    | QF    | 2T    | 1T    | Q | Q2  | Q1  |
| Singolare | Punti               | 175    | 90     | 50    | 25    | 13    | 0     | 6 | 3   | 0   |
| Singolare | Premi in denaro (€) | 27,155 | 16,000 | 9,450 | 5,500 | 3,240 | 1,950 | – | 980 | 490 |
| Doppio    | Punti               | 175    | 90     | 50    | 25    | –     | 0     | – | –   | –   |
| Doppio    | Premi in denaro (€) | 11,680 | 6,775  | 4,065 | 2,410 | –     | 1,355 | – | –   | –   |

## Campioni

### Singolare
Mariano Navone ha sconfitto in finale  Lorenzo Musetti con il punteggio di 7–5, 6–1.

### Doppio
Sriram Balaji /  Andre Begemann hanno sconfitto in finale  Boris Arias /  Federico Zeballos con il punteggio di 6–4, 6(3)–7, [10–6].